# Urquhart Castle
Urquhart Castle (skotsk gælisk: Caisteal na Sròine) er en slotsruin, der ligger ud til den skotske sø Loch Ness i det skotske højland. Slottet ligger på vejen A82 21 km sydvest for Inverness og 2 km øst for landsbyen Drumnadrochit.
Den er fra mellem det 13. og 16. århundrede, selvom slottet er bygget på en tidlig middelalderbefæstning. Urquhart blev grundlagt i 1200-tallet og spillede en rolle i Den skotske frihedskrig i 1300-tallet. Det blev brugt som kongeligt slot og angrebet flere gange af Jarlerne af Ross fra MacDonaldsklanen. Slottet blev givet til Grantklanen i 1509, selv om konflikten med MacDonaldsklanen fortsatte. På trods af en række plyndringer blev slottet forstærket, blot for at blive forladt midt i 1600-tallet. Urquhart blev delvist ødelagt i 1692 for at forhindre Jakobitstyrkerne i at bruge det, og så forfaldt det. I 1900-tallet overgik det til statens eje og blev åbnet for offentligheden. Det er i dag et af de meste besøgte slotte i Skotland.
Slottet ligger på en landtange med udsigt over Loch Ness og er arealmæssigt et af de største slotte i Skotland. Adgangen var fra vest og slottet blev forsvaret med grav og vindebro. Bygningerne lå omkring to kabinetter. Det nordlige, Nether Bailey, har de fleste af de intakte murværker, heriblandt portbygning og det fem-etages Grant Tower i den nordlige ende af slottet. Det sydlige kabinet, Upper Bailey, ligger højere end Nether Bailey og har sparsomme rester af tidligere bygninger.
Flere observationer af kryptidet Loch Ness-uhyret er rapporteret i og omkring Urquhart Castle.